# Saltator
Saltator és un gènere d'ocells de la família dels cardinàlids (Cardinalidae). Va ser descrit per l'ornitòleg francès Louis Jean Pierre Vieillot el 1816 amb l'espècie tipus Saltator maximus.
El gènere saltator s'agrupaven tradicionalment amb els cardenals, ja sigui en la subfamília Cardinalinae o en una família separada Cardinalidae. Els estudis filogenètics moleculars han demostrat que els saltators pertanyen més aviat a la família de les tàngares (Thraupidae). Dins dels Thraupidae, el gènere Saltator es troba ara amb el gènere Saltatricula a la subfamília Saltatorinae. La relació de la subfamília amb les altres subfamílies dins dels Thraupidae és incerta.

## Taxonomia
Segons la Classificació del Congrés Ornitològic Internacional versió 11.1, 2021, aquest gènere té 14 espècies:
- Saltator orenocensis - dansaire de l'Orinoco.
- Saltator similis - dansaire olivaci.
- Saltator coerulescens - dansaire gris.
- Saltator striatipectus - dansaire estriat.
- Saltator albicollis - dansaire de les Petites Antilles.
- Saltator maximus - dansaire de gorja canyella.
- Saltator atripennis - dansaire alanegre.
- Saltator atriceps - dansaire capnegre.
- Saltator nigriceps - dansaire encaputxat.
- Saltator fuliginosus - dansaire fuliginós.
- Saltator grossus - dansaire pissarrós.
- Saltator cinctus - dansaire emmascarat.
- Saltator maxillosus - dansaire becgròs.
- Saltator aurantiirostris - dansaire de bec taronja.